# الجمل التي لا محل لها من الإعراب
الجمل التي لا محل لها من الإعراب هي الجمل التي ليس لها حكمٌ إعرابي، وعكسها هي الجمل التي لها محل من الإعراب.

## القاعدة
لا يكون للجملة محل من الإعراب، في المواضع التالية:
1. إذا وقعَت في ابتداء الكلمة
2. إذا وقعَت صلةً لموصول
3. إذا وقعَت جوابًا لقسم
4. إذا وقعَت جوابًا لشرط غير جازم، أو جازم غير مقرونة بالفاء أو (إذا) الفجائية
5. إذا وقعَت معترضةً
6. إذا وقعَت مُفسِّرة
7. إذا وقعَت تابعةً لجملة لا محل لها من الإعراب

## الأمثلة

### المجموعة الأولى
- ﴿اللَّهُ نُورُ السَّمَاوَاتِ وَالأرْضِ﴾[2]

وقعَت الآية الكريمة في افتتاح الكلام، ولذلك لا محل لها من الإعراب.

### المجموعة الثانية
- ﴿الْحَمْدُ لِلَّهِ الَّذِي أَنْزَلَ عَلَى عَبْدِهِ الْكِتَابَ﴾[4]

وقعَت جملة (أنزل)، بعد بعد الاسم الموصول (الذي)، وتُسمى هذه الجملة صلة الموصول، ولا محل لها من الإعراب.

### المجموعة الثالثة
- ﴿فَوَرَبِّ السَّمَاءِ وَالأَرْضِ إِنَّهُ لَحَقٌّ﴾[5]

جملة (إنه لحق) وقعَت جوابًا لقسم، فلذلك امتنع أن يكون لها محل من الإعراب.

### المجموعة الرابعة
- إذا جاء أخوك فأكرمه
- من يعمل خيرًا يُجزَ به

جملة (فأكرمه)، قد وقعَت جوابًا لأداة شرط غير جازمة، وهي (إذا) الظرفية، وجملة (يُجزَ به)، وقعَت في جواب شرط جازم، وهو (مَنْ) من غير أن تقترن بالفاء أو بـ(إذا) الفجائية، ولذلك لا يكون لهاتين الجملتين محل من الإعراب.

### المجموعة الخامسة
- كتابي - أطال الله بقاءك - مُصوِّرٌ إليك ما بي من الشوق إليكَ
- أنا - بحمد الله - تخرجتُ في الجامعة
- ﴿وَإِنَّهُ لَقَسَمٌ لَوْ تَعْلَمُونَ عَظِيمٌ﴾[6]

جملة (أطال الله بقاءك) قد توسطت بين المبتدأ (كتاب)، وخبره (مُصوِّرٌ)؛ وجملة (بحمد الله)، توسطَت أيضًا بين المبتدأ الذي هو (أنا)، والخبر الذي هو الجملة الفعلية (تخرجتُ). وجملة (لو تعلمون) قد توسطَت بين الموصوف (القسم)، والصفة (عظيم)، وتُسمى هذه الجمل الثلاث اعتراضية؛ لأنها اعترضَت بين شيئين متلازمين كالمبتدأ والخبر، والصفة والموصوف، والفعل والفاعل، لذا لا محل لها من الإعراب.

### المجموعة السادسة
- ﴿فَأَوْحَيْنَا إِلَيْهِ أَنِ اصْنَعِ الْفُلْكَ بِأَعْيُنِنَا وَوَحْيِنَا﴾[7]
- أشرتُ إليه: أن قُم

جملة (أَنِ اصْنَعِ الْفُلْكَ) قد جاءَت مُفسِّرةً وموضحةً للجملة قبلها، أي: الذي أوحيناه إليه هو أن يصنعَ الفلك. وكذلك جملة (أن قُم). والجملة المفسرة هي الجملة التي تسبق بمعنى القولِ دون حروفه؛ لأن القول إِذَا كانَ صريحًا لا يحتاج إلى التفسير. والجملة المفسرة لا يكون لها محل من الإعراب.

### المجموعة السابعة
- ﴿خُذِ الْعَفْوَ وَأْمُرْ بِالْعُرْفِ﴾[8]

إن جملة (وأمر بالعرف) معطوفة على جملة (خذ العفو)، وجملة (خذ العفو) ابتدائية لا محل لها من الإعراب، فكذلك ما عطفَت عليه، لا محل له من الإعراب.

## بيت يجمع الجمل التي لا محل لها من الإعراب
وفيما يلي بيت يمثل لكل جملة من الجمل التي لا محل لها 
آليت أي أقسمت والقسم بر         لو تاب من عصى لعز وانتصر 